# Harte Landung
Als harte Landung wird in der Raumfahrt der ungebremste oder nur teilweise gebremste Aufprall einer Raumsonde auf einem anderen Himmelskörper bezeichnet. Das Gegenteil der harten Landung wird als weiche Landung bezeichnet.
Bei den ersten Mondsonden der USA und der UdSSR (1958 bis etwa 1960) war eine harte Landung auf dem Mond geplant, doch stattdessen kam es zu einem Vorbeiflug (auch Flyby genannt). Um den Mond auf der notwendigen gekrümmten Bahn zu treffen, reichte damals die Genauigkeit der Raketenstarts (Endgeschwindigkeit und Richtung der obersten Raketenstufe) nicht aus. Erst bei der elften Mondmission gelang am 13. September 1959 mit der sowjetischen Luna-2-Sonde (auch Lunik 2 genannt) eine gezielte harte Landung auf dem Mond. 
Das Ziel harter Mondlandungen war unter anderem:
- Weiterentwicklung der Raumfahrttechnik und genauer Bahnmanöver
- Prestige- und Propaganda-Erfolg (insbesondere im Kalten Krieg) durch „Treffen“ eines weit entfernten Ziels
- erste Erkundung von Himmelskörpern (z. B. Aufnahmen von der Rückseite des Mondes durch Luna 3 und Nahaufnahmen von Ranger 7 bis Ranger 9)
- Erforschung ihrer Atmosphären und Magnetfelder
- Impaktoren und Auslösen künstlicher Mondbeben
- Vorbereitung von späteren weichen Landungen
- ab den 1990er-Jahren unvollständige Bremsung bzw. atmosphärische Bremsung
- Absetzen eines Penetrators auf einem Kleinplaneten oder Kometen.